# Francisco Castillo Arenas
Francisco Castillo Arenas (Còrdova, Espanya) 1976, és un escriptor, professor i historiador espanyol. Escriu habitualment amb el nom abreujat de Francisco Castillo. Es dedica principalment al gènere de la novel·la d'espionatge i és conegut per haver creat el personatge de l'agent del CNI Antonio Alba. És membre de Lletres i espies Club d'escriptors d'espionatge.

## Biografia
Llicenciat en Història per la Universitat de Còrdova, va ampliar estudis en la Universitat de Salamanca i a la UNED. Com a professor, primer va ser-ho als Estats Units i el 2022 és professor d'Història a Espanya, on viu.
En 2009 va publicar la seva primera novel·la titulada Cazar al Capricornio protagonitzada per l'agent del CNI Antonio Alba, sent una novetat en el gènere d'espionatge en la literatura en castellà per ser la primera amb un agent de l'agència d'espionatge estatal, similar a les típiques sèries anglosaxones com Jack Ryan o James Bond.
Posteriorment van veure la llum La otra cara de Jano en 2012 i El arma perfecta en 2021, també de la sèrie d'Antonio Alba. En literatura juvenil ha publicat Historia en cuentos en 2017 i Historia en cuentos II en 2021, que és continuació del llibre anterior. Com a historiador ha investigat sobre la Transició espanyola i la Independència dels Estats Units i la seva relació amb Espanya.

## Obres de ficció
- Cazar al Capricornio, 2009. Edit. Delibrum Tremens.
- La otra cara de Jano, 2012. Edit. Good Books.[6]
- Historia en cuentos, de la prehistoria al Renacimiento (2017). (Juvenil)[7]
- Historia en cuentos 2. Del Barroco a la actualidad. (2021). (Juvenil)
- El arma perfecta, 2021. Edit. Delibrum Tremens[8]

## Assaig i recerca
- La expedición del general carlista Gómez en Córdoba: efectos y transcendencia, en Arte, Arqueología e Historia. Nº 22, Córdoba. (2015-16), pp. 227-234.[9]
- “Fundamentos de la educación multicultural en el sistema escolar estadounidense” en Isagogé, revista del Instituto Ouróboros de Estudios Científico-Humanísticos,Nº 4 (2007)[10]
- “Estructura básica del sistema educativo de los EEUU y el papel de las diferentes admin.” en Isagogé, revista del Instituto Ouróboros de Estudios Científico-Humanísticos,Nº 3 (2006)[10]
- “La Sociedad Multicultural: Un reto para los docentes españoles” en Isagogé, revista del Instituto Ouróboros de Estudios Científico-Humanísticos,Nº 2 (2005)
- “Bernardo de Gálvez, el héroe español de EEUU” en Historia de Iberia Vieja. Nº 2 (2005)
- "El Partido Social Liberal Andaluz, un “toque regionalista para la Unión de Centro Democrático" en Ámbitos, revista de estudios de ciencias sociales y humanidades de Córdoba. Nº 8. (2003)[11]
- "El Andalucismo en Córdoba y provincia durante la transición (1975-1982)" en Ámbitos, revista de estudios de ciencias sociales y humanidades de Córdoba. Nº 5-6. (2002)[11]